# Виконт Дилхорн
Виконт Дилхорн (англ. Viscount Dilhorne) из Гринз Нортон, в графстве Нортгемптон — аристократический титул в пэрстве Соединённого королевства. Титул был создан в 1964 году для адвоката, консервативного политика и бывшего лорда-канцлера, Реджинальда Мэннигхэм-Буллера, 1-го барона Дилхорна. Он уже наследовал своему отцу в качестве четвёртого баронета Дилхорна и был создан бароном Дилхорном из Тоустера в графстве Нортгемптон, в 1962 году, также в пэрстве Соединённого королевства. Титул баронета из Дилхорна в графстве Стаффорд, был создан в баронетстве Великобритании 20 января 1866 года для прадеда первого виконта Эдварда Мэннигхэм-Буллера. Он представлял Северный Стаффордшир и Стаффорд в парламенте. Мэннигхэм-Буллер был третьим сыном сэра Фрэнсиса Буллера, второго баронета из Чёрстон-Корта, чей старший сын, третий баронет, был создан бароном Чёрстоном в 1858 году. Его внук, третий баронет, как консерватор был членом парламента от Кеттеринга и Нортгемптона. Ему наследовал его старший сын, вышеупомянутый четвёртый баронет, который был возведен в звание пэра, как виконт Дилхорн. 
По состоянию на 2025 год титулы принадлежат внуку последнего, третьему виконту, который наследовал отцу в 2022 году. Как потомок сэра Фрэнсиса Буллера, второго баронета из Чёрстон-Корта, он также имеет последующее право на баронетство из Чёрстон-Корта, а титул держит его родственник барон Чёрстон.
Элиза Мэннингхэм-Буллер, бывший генеральный директор MI5, является второй дочерью первого виконта.

## Баронеты Мэннингхэм-Буллер из Дилхорна (1866)
- сэр Эдуард Мэннингхэм-Буллер, 1-й Баронет (1800—1882);
- сэр Мортон Эдуард Мэннингхэм-Буллер, 2-й баронет (1825—1910);
- сэр Мервин Эдуард Мэннингхэм-Буллер, 3-й баронет (1876—1956);
- сэр Реджинальд Мэннингхэм-Буллер, 4-й баронет (1905—1980) (создан бароном Дилхорн в 1962 году).

## Бароны Дилхорн (1962)
- Реджинальд Мэннигхэм-Буллер, 1-й барон Дилхорн (1905—1980) (возведён в виконта Дилхорн в 1964 году).

## Виконты Дилхорн (1964)
- Реджинальд Мэннигхэм-Буллер, 1-й виконт Дилхорн (1905—1980);
- Джон Мервин Мэннигхэм-Буллер, 2-й виконт Дилхорн (1932—2022);
- Джеймс Эдуард Мэннигхэм-Буллер, 3-й виконт Дилхорн (род. 1956), сын 2-го виконта;
  - Наследник: достопочтенный Эдуард Джон Мэннигхэм-Буллер (род. 1990).